# クリス・エルドリッジ
クリス・エルドリッジ(Chris Eldridge)はアメリカのギタリスト、ボーカル。パンチブラザーズのメンバーとしてその名前を知られる。また、ブルーグラスバンド"The Infamous Stringdusters"の創設メンバーでもある。彼の父親はセルダム・シーンのバンジョー弾きのベン・エルドリッジ。

## 略歴
当初はエレキギターの演奏をしていたが、10代半ばには父親の影響でアコースティック・ギターでの活動を始める。彼の父親・ベンはブルーグラスバンド「セルダム・シーン」の設立メンバー。 後に、エルドリッジはオベーリン音楽学校で、生きる伝説"トニー・ライス"からギターを教わる。 卒業後はセルダム・シーンに加入し、2007年にはグラミー賞にノミネートされる。 2005年には現在では喝采を浴びているバンドの一つとなったブルーグラスバンド"Infamous String Dusters"を設立。2007年のIBMA（International Bluegrass Music Association）では、Stringdustersのメンバーがエマージング・アーティスト・オブ・ザ・イヤー、ソング・オブ・ザ・イヤー、アルバム・オブ・ザ・イヤーに輝いた。 2005年、マンドリン弾きのクリス・シーリの興味を引き、バンジョー弾きのノーム・ピケルニー、ヴァイオリン弾きのゲイブ・ウィッチャー、ベーシストのグレッグ・ギャリソン達とともに、活動を始める。その後、すぐに自分たちのエネルギーをバンドに集める事を決めた彼らはパンチブラザーズを結成する。
その後、エルドリッジは数多くのミュージシャンと共演をしている。例えば、ジョン・ブライオン、フィオナ・アップル、ポール・サイモン、ジョン・ポール・ジョーンズ、マルクス・マンフォード、ジャスティン・ティンバーレイク、サラ・ワトキンス、デル・マクーリー、ジュリアン・ラージらである。

## ディスコグラフィ

### パンチブラザーズ
| Year | Title                    | Label    |
| ---- | ------------------------ | -------- |
| 2008 | Punch                    | Nonesuch |
| 2010 | Antifogmatic             | Nonesuch |
| 2012 | Who's Feeling Young Now? | Nonesuch |
| 2012 | Ahoy! (EP)               | Nonesuch |
| 2015 | The Phosphorescent Blues | Nonesuch |
| 2015 | The Wireless (EP)        | Nonesuch |

### Julian Lage & Chris Eldridge
| Year | Title                 | Label       |
| ---- | --------------------- | ----------- |
| 2013 | Close to Picture (EP) | Modern Lore |
| 2014 | Avalon                | Modern Lore |

### The Infamous Stringdusters
| Year | Title                           | Label      |
| ---- | ------------------------------- | ---------- |
| 2006 | The Infamous Stringdusters (EP) | Sugar Hill |
| 2007 | Fork In The Road                | Sugar Hill |

### セルダム・シーン
| Year | Title                     | Label                |
| ---- | ------------------------- | -------------------- |
| 2000 | Scene It All              | Sugar Hill           |
| 2007 | Scenechronized            | Sugar Hill           |
| 2014 | Long Time... Seldom Scene | Smithsonian Folkways |